# John R. Wood

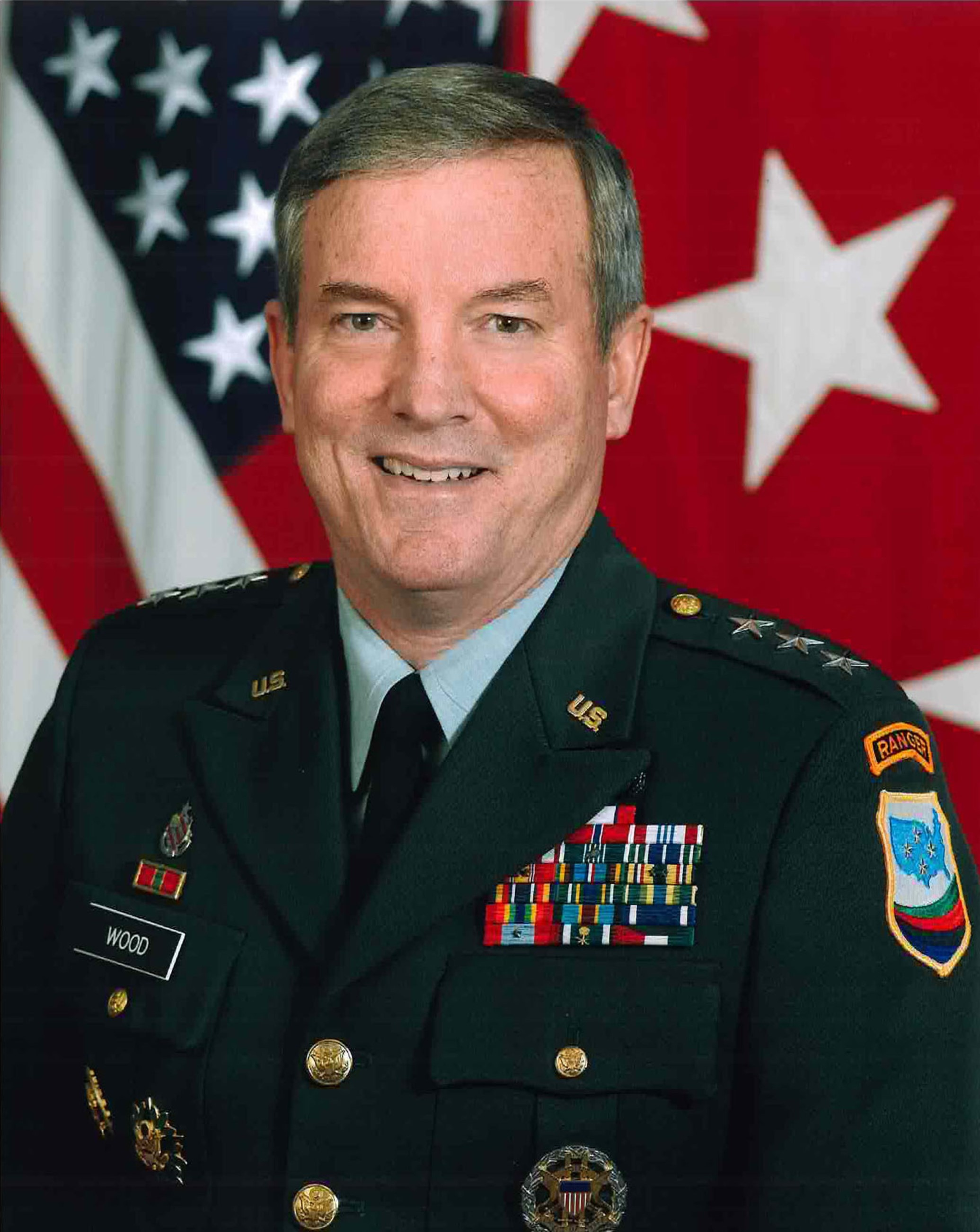
John R. Wood (2013)

John Robert Wood (* um 1950  in Washington) ist ein pensionierter Generalleutnant der United States Army. Er war unter anderem Kommandeur der 2. Infanteriedivision.
In den Jahren 1968 bis 1972 durchlief John Wood die United States Military Academy in West Point. Nach seiner Graduation wurde er als Leutnant in das Offizierskorps des US-Heeres aufgenommen. In der Armee durchlief er anschließend alle Offiziersränge vom Leutnant bis zum Drei-Sterne-General.
Im Lauf seiner militärischen Karriere absolvierte er verschiedene Kurse und Schulungen. Dazu gehörten unter anderem das Command and General Staff College. Außerdem erhielt er einen akademischen Grad von der University of Chicago.
In seinen jüngeren Jahren absolvierte er den für Offiziere in den niederen Rangstufen üblichen Dienst in unterschiedlichen Einheiten und Standorten. Dazu gehörten auch Aufgaben als Stabsoffizier in verschiedenen Hauptquartieren. Zwischenzeitlich war er auch als Dozent an der Militärakademie in West Point tätig. Im weiteren Verlauf seiner Karriere kommandierte er Einheiten auf fast allen Ebenen bis zum Divisionskommandeur. Außerdem diente er als Stabsoffizier in verschiedenen Hauptquartieren.
In den 1980er Jahren war er unter Präsident Ronald Reagan White House Fellow im Nationalen Sicherheitsrat. Im Zweiten Golfkrieg kommandierte er in den Jahren von 1990 und 1991 das 3. Bataillon des 9. Feldartillerieregiments. In den Jahren von 1994 bis 1996 kommandierte John Wood die Artillerie der 3. Infanteriedivision, die damals noch in Deutschland stationiert war. Danach war in Bosnien und Herzegowina Stabschef der dort eingesetzten NATO-Einheiten. In den Jahren von 1997 und 1998 war er Stabsoffizier bei der 1. Panzerdivision die ebenfalls auf dem Balkan eingesetzt war.
Nach seiner Rückkehr in die Vereinigten Staaten wurde John Wood stellvertretender Leiter des Command and General Staff Colleges in Fort Leavenworth in Kansas. Diese Aufgabe erfüllte er in den Jahren von 1998 bis 2000. Nach einer weiteren Verwendung als Stabsoffizier erhielt er im Juli 2002 das Kommando über die in Südkorea stationierte 2. Infanteriedivision, das er bis September 2004 innehatte. Später wurde er zum United States Joint Forces Command (USJFCOM) versetzt, wo er zunächst das Amt des Director of Joint Experimentation bekleidete. Danach wurde er stellvertretender Kommandeur dieses Kommandos. Im Jahr 2009 schied er aus dem aktiven Militärdienst aus.
Nach seiner Pensionierung gründete er eine Beraterfirma. Im Jahr 2013 wurde er Vizepräsident der Armed Forces Communications and Electronics Association (AFCEA).

## Orden und Auszeichnungen
John Wood wurden im Lauf seiner militärischen Laufbahn unter anderem die Army Distinguished Service Medal und der Orden Legion of Merit verliehen.